# Аджика
Аджи́ка (абх. Аџьыка, груз. აჯიკა) — абхазька та грузинська гостра ароматна приправа у вигляді пастоподібної маси з червоного перцю, часнику, пряних трав (сушених і зелених). З давніх-давен є частиною грузинської кухні.
Аджика зазвичай буває червоного кольору, однак з неспілого перцю може бути виготовлена приправа зеленого кольору.

## Історія виникнення
Слово «аджика» абхазького походження і означає просто «сіль». Коли абхазькі чабани йшли по весні в гори пасти овець, господарі отар давали чабанам сіль. Сіль викликає у тварин спрагу, і вони починають споживати велику кількість води і корму, що сприяє швидкому набору ваги. Сіль була дорогим продуктом, щоб чабани не крали його, до нього домішували перець. Але чабани прекрасно використовували цю суміш як приправу і іноді самі додавали туди пахучі прянощі, такі як кіндза, часник. Отриману суміш приправ абхази називають словом «апирпил-джика», що означає «перцева сіль» або «аджіктцатца», тобто «сіль, перетерта з чимось», а решта народів світу просто аджикою.

## Галерея

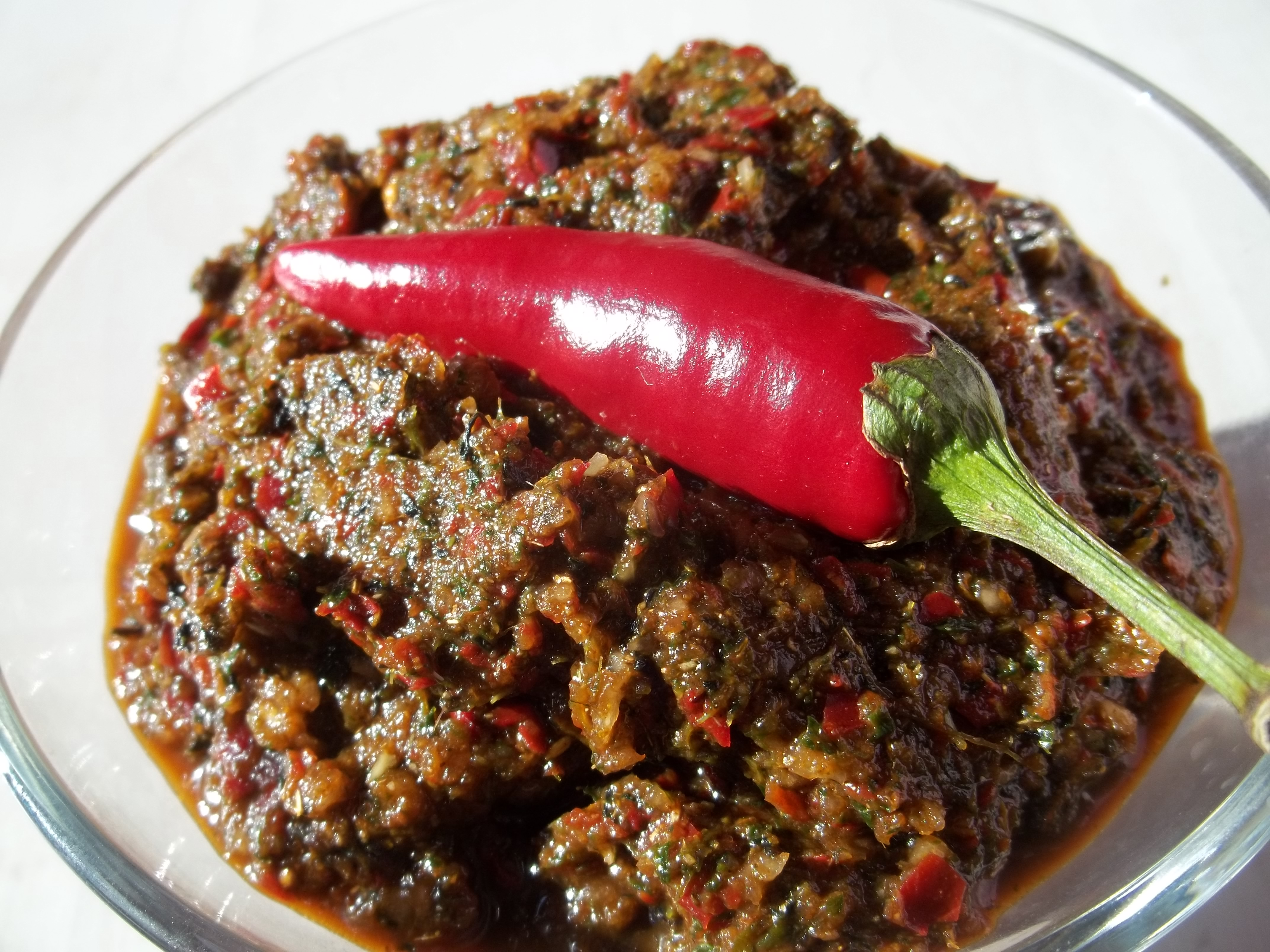
Мегрельська аджика
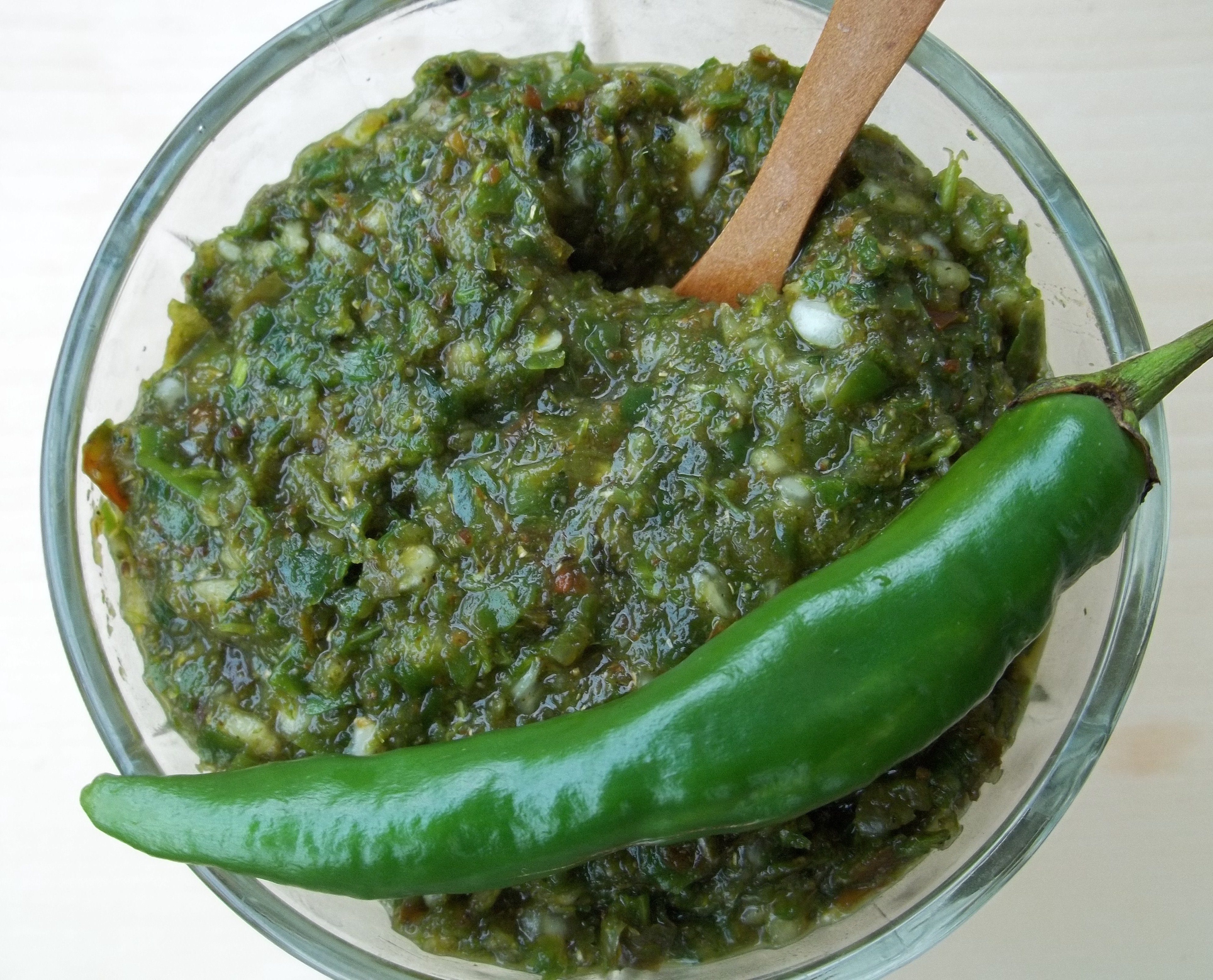
Зелена аджика
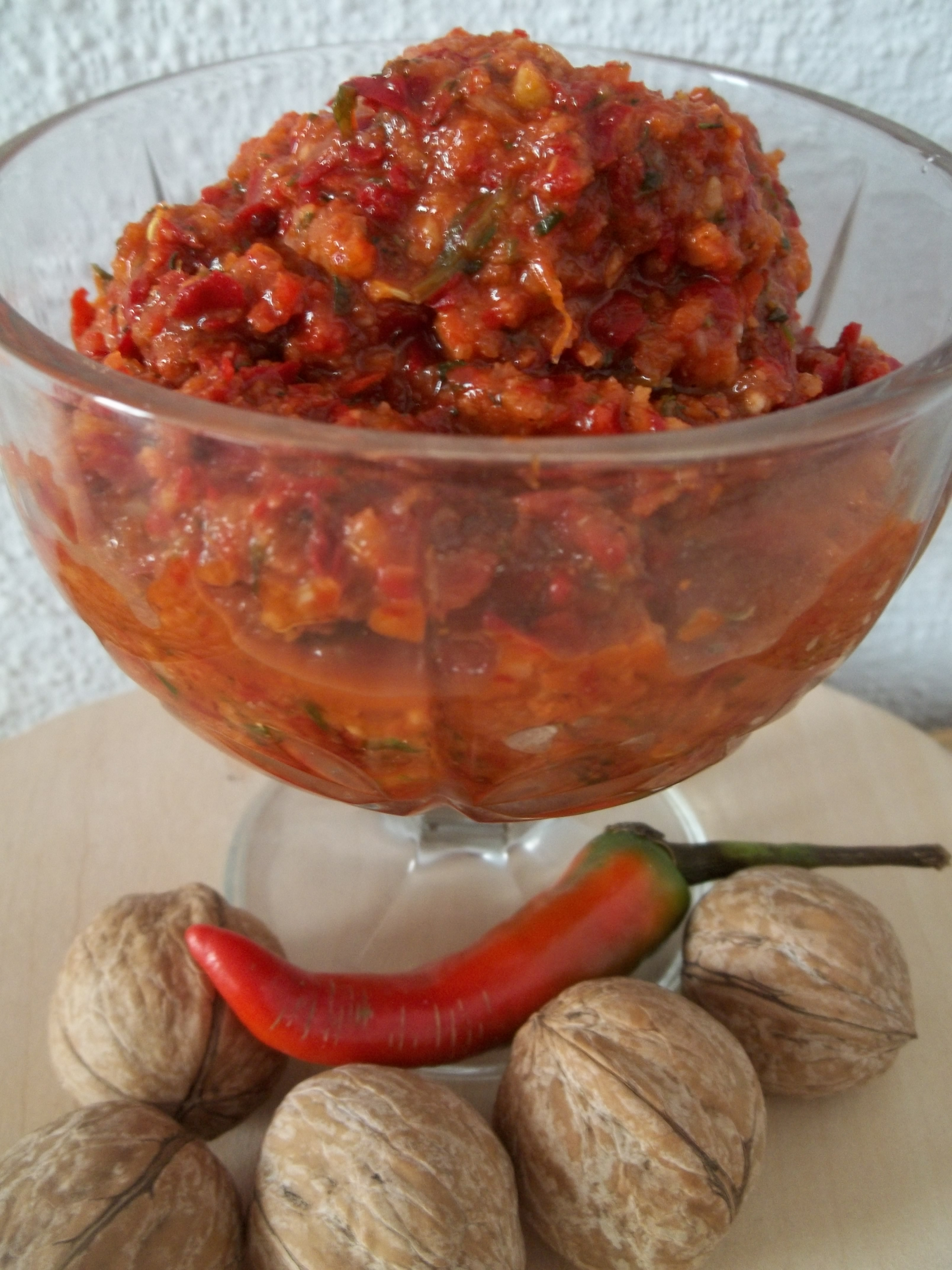
Аджика з волоським горіхом

## Відео
- Абхазька аджика. Рецепти довголіття. Компанія «Аспект», 2004 рік: 1 ч. [Архівовано 17 грудня 2013 у Wayback Machine.], 2 ч. [Архівовано 8 грудня 2019 у Wayback Machine.]